# Pont ferroviari de Jonava
El Pont ferroviari Jonava (en lituà: Jonavos geležinkelio tiltas, Jonavos geležinis tiltas) és un pont per a ferrocarrils sobre el riu Neris, a Jonava (Districte municipal de Jonava), la novena ciutat més gran de Lituània amb una població d'aproximadament 35.000 persones.
L'antic pont de ferrocarril a Jonava va ser construït el 1914. L'autor del projecte va ser Petras Vileišis (1851-1926), però durant la Segona Guerra Mundial, el pont va ser destruït. Un nou pont va ser construït 20 metres més avall, en direcció a Kaunas. Un dels vells molls de l'antic pont del ferrocarril va ser abandonat al riu Neris.
L'any 2008 es va plantejar la construcció d'una escultura dedicada a Žemyna.

## Galeria

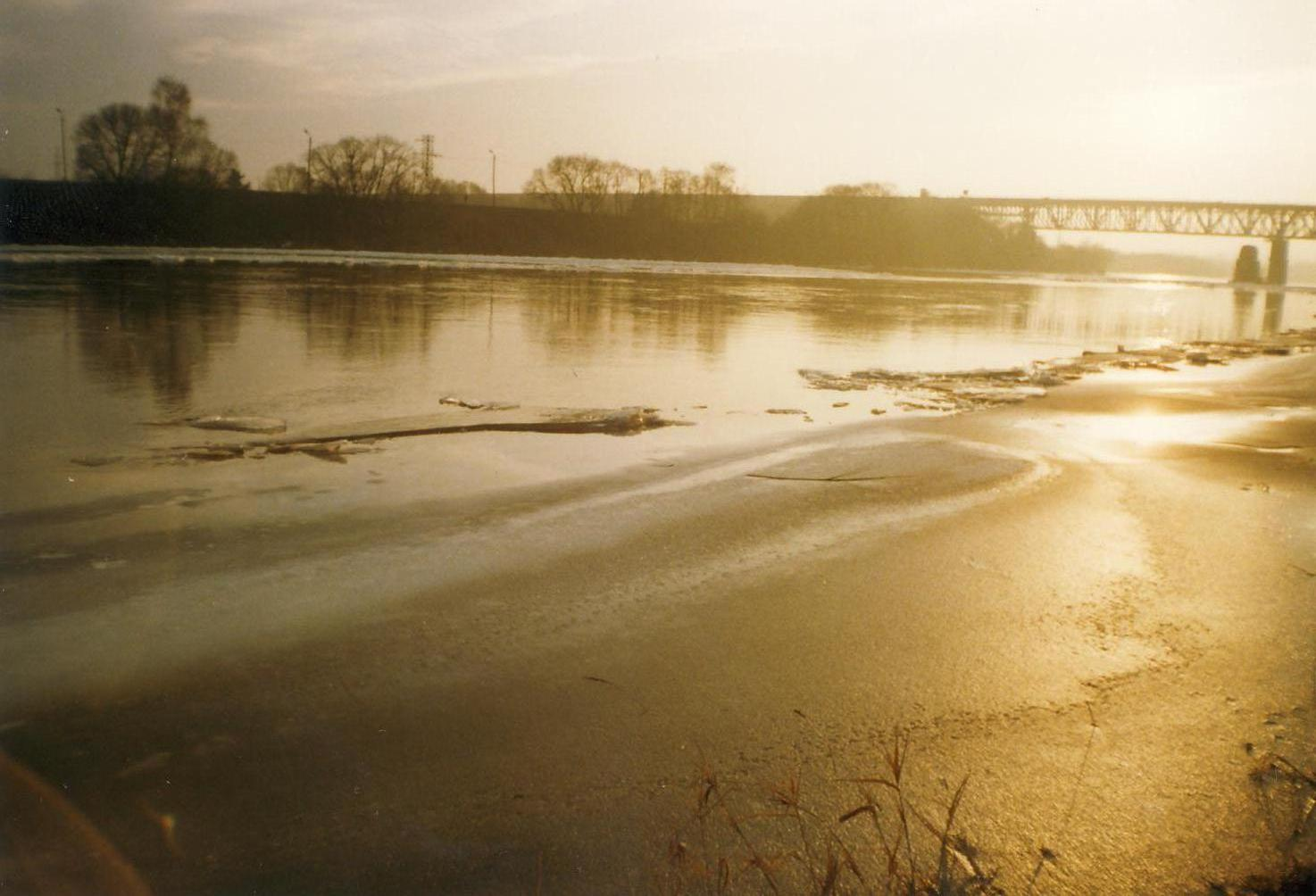
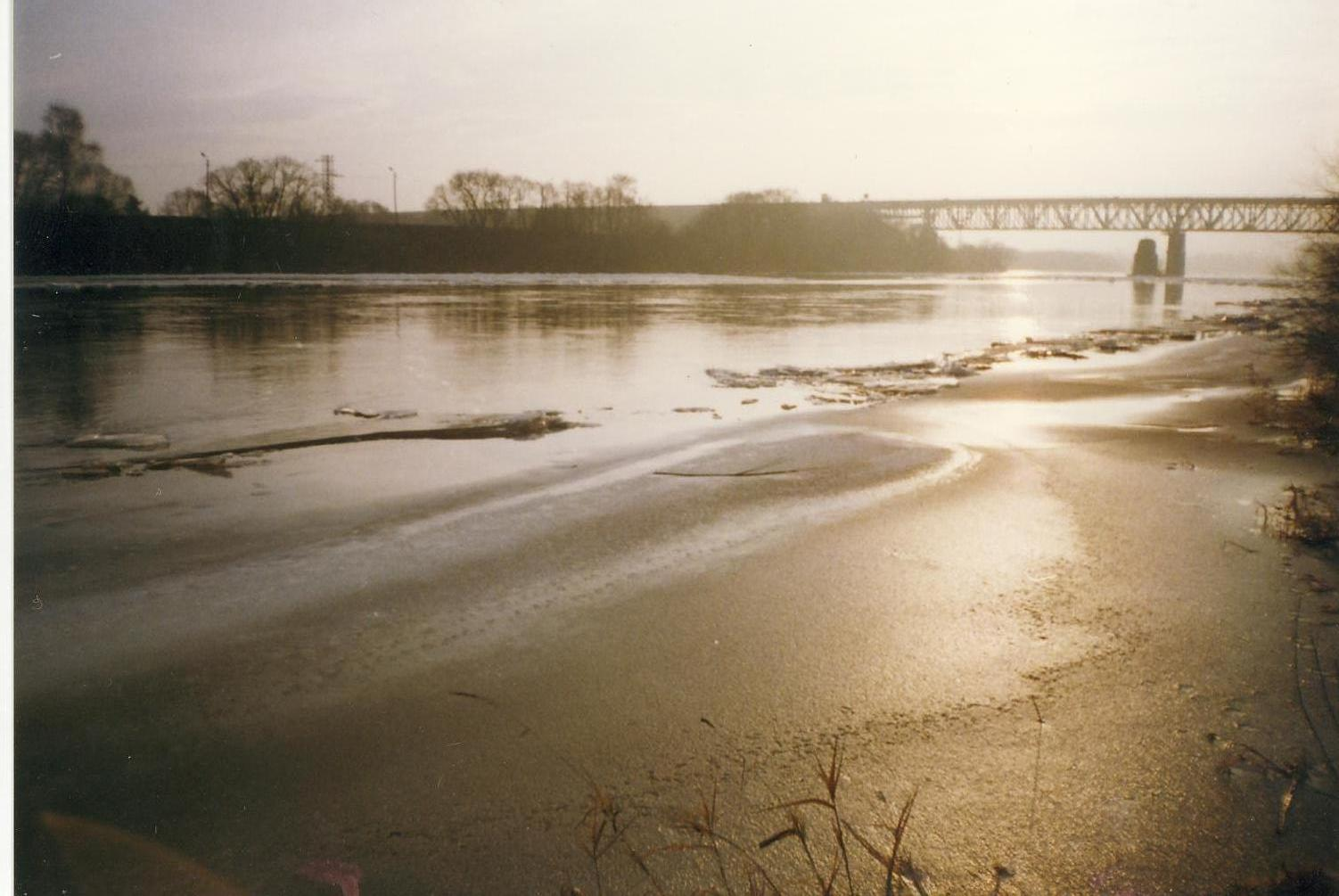
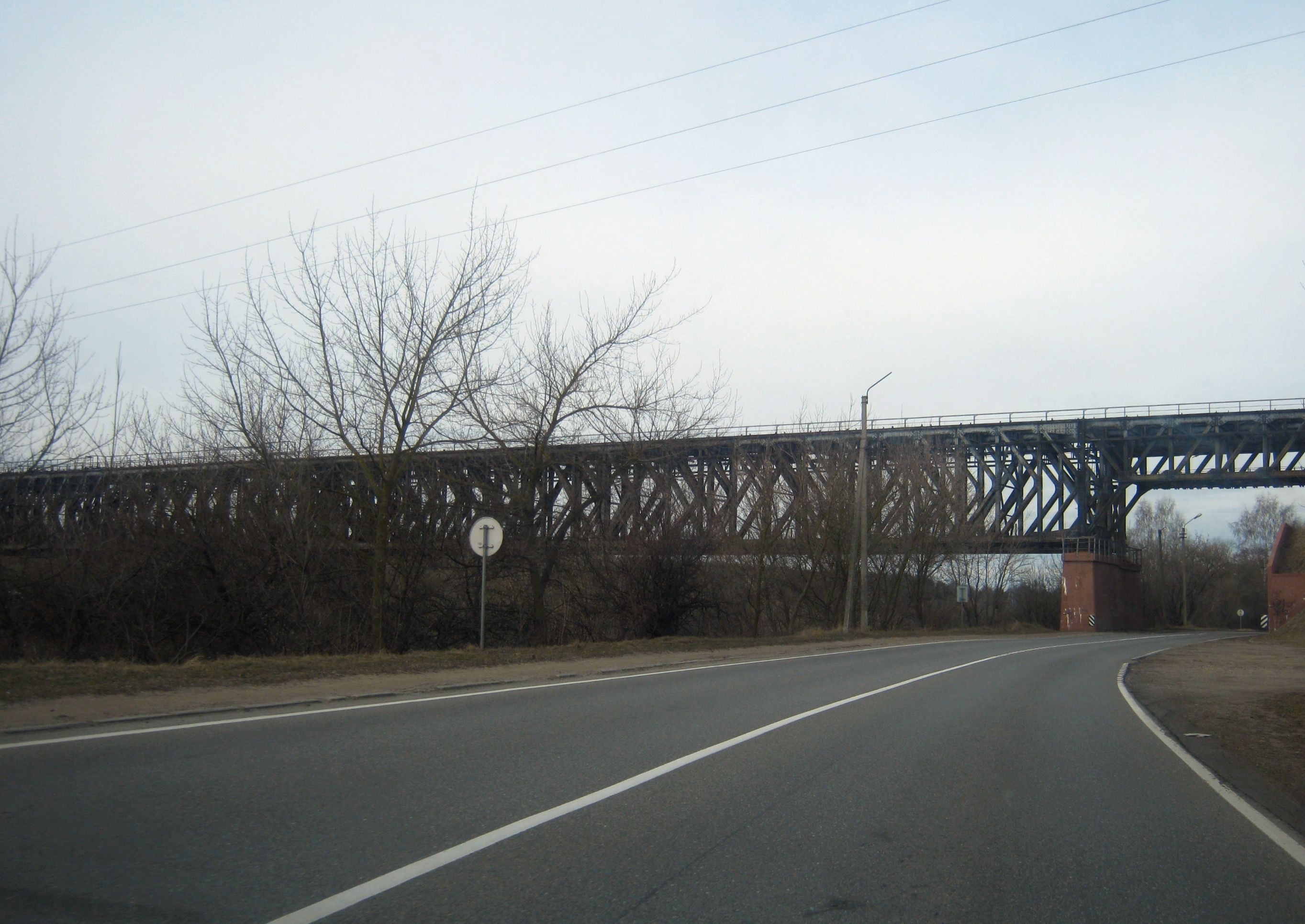
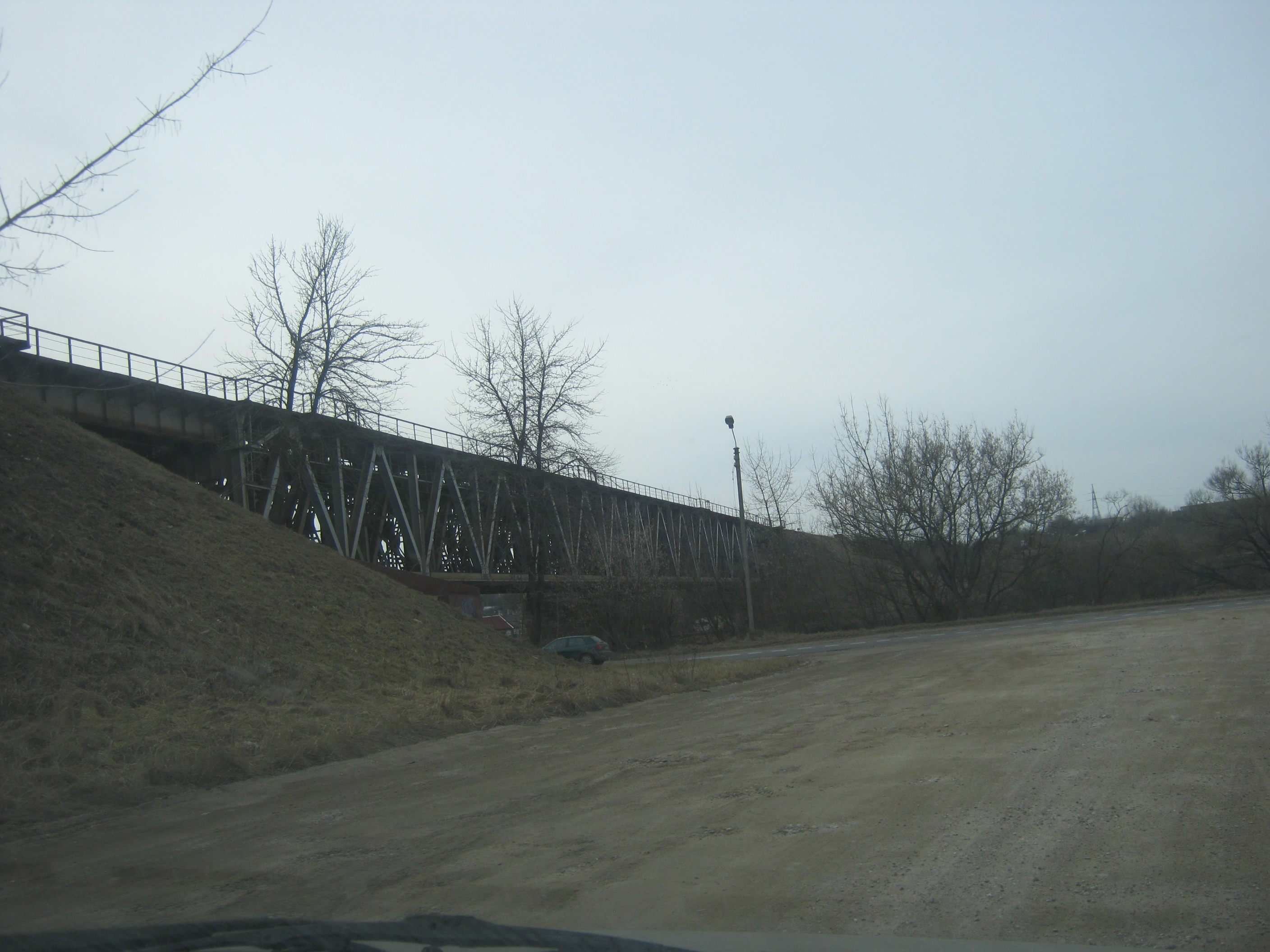